# Meike Dannenberg
Meike Dannenberg (* 5. September 1974 in Bremen) ist eine deutsche Literatur-Journalistin und Autorin.

## Werdegang
Während des Studiums der angewandten Kulturwissenschaften begann Dannenberg als freie Journalistin für verschiedene Tageszeitungen und Magazine Artikel über Reisen, Kulinarik und Literatur zu verfassen. Seit 2011 ist sie eine Redakteurin des Magazins Bücher.
2016 erschien ihr erster Kriminalroman bei Randomhouse Penguin.

## Werke
- 2016 Blumenkinder. Sonderermittlerin Nora Klerner Bd. 1, Randomhouse/btb, ISBN 978-3-442-71449-0.
- 2019 Gefährdet. Sonderermittlerin Nora Klerner Bd. 2, Randomhouse/btb, ISBN 978-3-641-17516-0.
- 2024 Die Ärztin – Gefährliche Nachtschicht. Lübbe Verlag, ISBN 978-3-404-19332-5.